# John Toland (mathématicien)
Pour les articles homonymes, voir John Toland.
John Francis Toland est né le 28 avril 1949 à Derry, est un mathématicien irlandais basé au Royaume-Uni. Il est membre de la Royal Society of Edinburgh. De 2011 à 2016, il est directeur de l'Institut Isaac Newton et titulaire de la chaire NM Rothschild & Sons de professeur de Sciences Mathématiques à l'Université de Cambridge.

## Éducation
Toland a fait ses études à St Columb's College, à Derry et à l'Université Queen's de Belfast où il a obtenu un Baccalauréat en Sciences en 1970. Il a complété ses études un troisième cycle à l'Université du Sussex, où il a obtenu un doctorat en 1973 pour sa recherche sur les méthodes topologiques pour les problèmes des valeurs propres non-linéaire, il a été supervisé par Charles Stuart.

## Carrière et Recherche
De 1982 à 2011, il a été professeur de mathématiques à l'Université de Bath, où il a occupé une bourse principale de recherche en sciences de l'ingénieur et de sciences physiques (Engineering and Physical Sciences Research Council EPSRC) de 1997 à 2002.
De 2002 à 2010, il a été directeur scientifique du Centre International des Sciences Mathématiques (SGCI) à Edimbourg,.
En 2011, il a succédé à Sir David Wallace en tant que Directeur de l'Isaac Newton Institute for Mathematical Sciences et N M Rothschild & Sons en tant que professeur de sciences mathématiques à l'Université de Cambridge. 
En 2016, le professeur David Abrahams l'a succédé comme Directeur. Ses zones de recherche comprennent l'analyse mathématique et non-linéaire des équations aux dérivées partielles[pas clair] avec un intérêt particulier dans la rigueur de la théorie des Ondes d'eau stables (theory of steady water waves). 
En 1978, il a prouvé que la conjecture de George Gabriel Stokes sur l'existence des ondes de gravité de la hauteur maximale de l'eau profonde, est un problème ouvert en mathématiques de l'hydrodynamique qui date du XIXe siècle,.

## Prix et distinctions
Il a été élu Fellow de la Royal Society (FRS) en 1999, et un Membre de la Royal Society of Edinburgh (FRSE) en 2003[réf. nécessaire]. Il a reçu de la London Mathematical Society le prix Berwick en 2000 et de la Royal Society la Médaille Sylvester en 2012.
Il est membre d'honneur de l'University College de Londres[réf. nécessaire] et a été un membre de St John's College de Cambridge[Quand ?].